# Messier 65

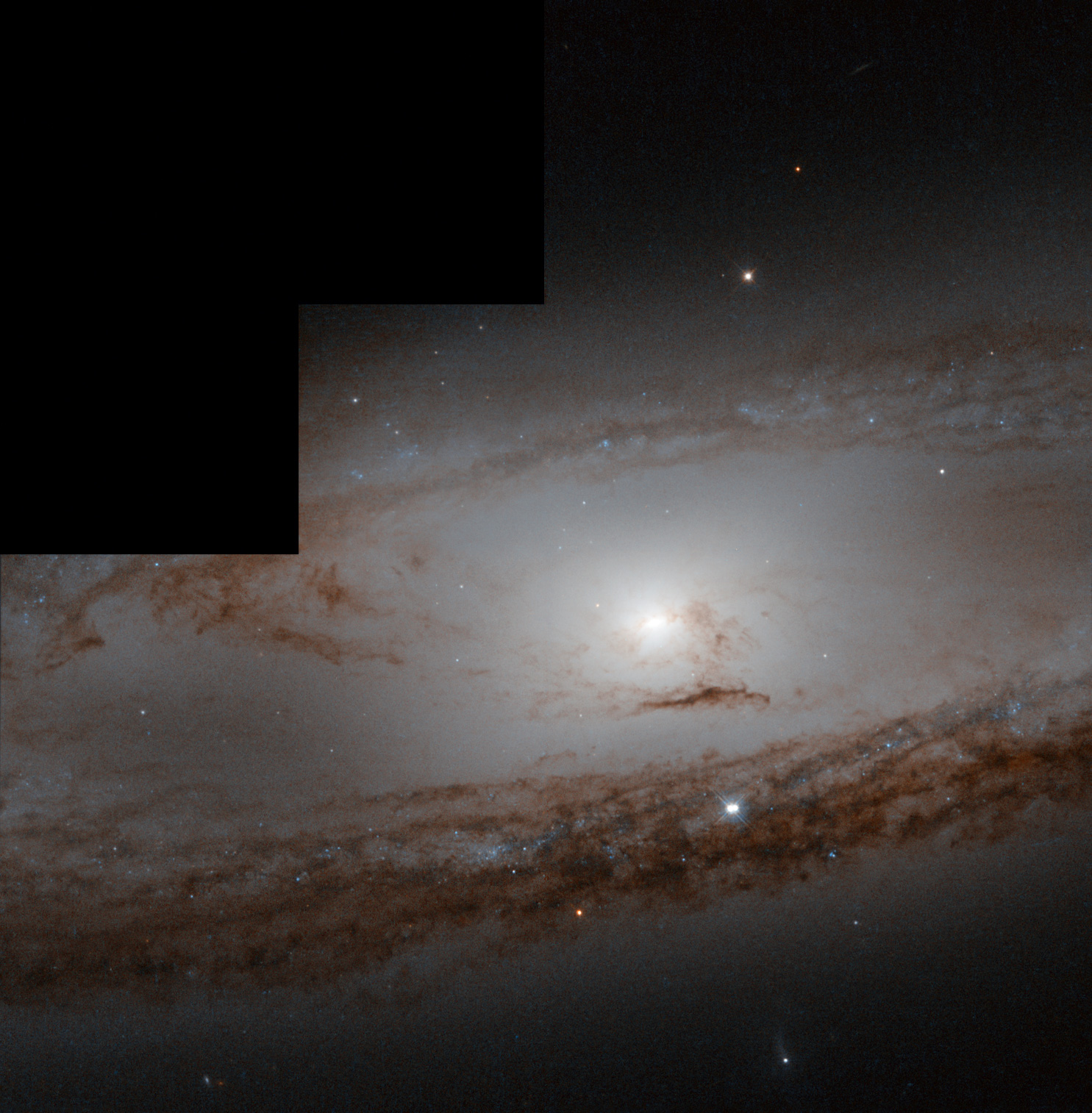
Thiên hà M65 qua kính viễn vọng không gian Hubble

Messier 65 (còn với những tên gọi khác là M65, NGC 3623, NGC 3623, UGC 6328, PGC 34612) là một thiên hà xoắn ốc trung gian nằm trong chòm sao Sư Tử cách chúng ta khoảng 35 triệu năm ánh sáng. Nó được nhà thiên văn học người Pháp Charles Messier phát hiện năm 1780. Nó nằm trong nhóm cụm ba Sư tử (tên nguyên gốc theo tiếng Anh:Leo Triplet) gồm hai thiên hà M66 và NGC 3628.
Thiên hà có rất ít bụi và khí gas nên sự hình thành những ngôi sao mới hầu như rất khó hay đại loại là không thể. Phần đĩa của nó hơi bị móp méo do sự tương tác của các thiên hà trong cụm ba Sư Tử. Rots (1978) cho rằng chúng đã tương tác với nhau cách đây khoảng 800 triệu năm về trước. Nghiên cứu gần đây của  Zhiyu Duan cho rằng các thiên hà trong cụm ba Sư Tử tương tác với nhau, nhưng lực tương tác của thiên hà M65 không mạnh như hai thiên hà còn lại.

## Dữ liệu hiện tại
Theo như quan sát, đây là thiên hà thuộc chòm sao Xử Nữ. Và dưới đây là một số dữ liệu khác:
Xích kinh 11h 18m 55.9s
Độ nghiêng +13° 05′ 32″
Kích thước hiển thị (v) 8.709 × 2.454 moa
Độ lớn biểu kiến (V) 10.25 
Loại thiên hà SAB(rs)a
Vận tốc xuyên tâm (Tốc độ xuyên tâm) 807 ± 3[2] km/s
Redshift 0.002692 ± 0.000010
Vận tốc Galactocentric 723 ± 5 km/s